# Calla (film)
Calla (카라?, KaraLR) è un film del 1999 scritto da Lee Sun-an e diretto da Song Hae-sung.

## Trama
Kim Sun-woo è un impiegato che tutte le mattine riceve in ufficio una calla bianca; l'uomo è desideroso di scoprire chi sia la sua ammiratrice segreta, tuttavia la ricerca si conclude nel sangue, perché Ji-hee – colei che crede essere la mittente dei fiori – viene tragicamente uccisa. Sun-woo incredibilmente ha però l'occasione di tornare indietro nel tempo, per poter prevenire l'omicidio; grazie alla particolare occasione, ha anche modo di scoprire che in realtà la ragazza che lo ama da sempre è Soo-jin, un'amica di Ji-hee.

## Distribuzione
In Corea del Sud la pellicola è stata distribuita a livello nazionale a partire dal 18 settembre 1999.